# Don Grolnick
Don Grolnick (* 23. September 1947 in Brooklyn, New York City; † 1. Juni 1996 in New York City) war ein amerikanischer Jazz-, Fusion- und Pop-Pianist, Keyboarder, Komponist und Produzent.

## Leben und Wirken
Grolnick wuchs in Levittown, New York auf und begann zunächst das Akkordeonspiel, wechselte aber später zum Klavier. Sein Interesse am Jazz wurde durch ein Count Basie Konzert geweckt, zu dem ihn sein Vater mitnahm; kurz danach sah er Erroll Garner in der Carnegie Hall. Er studierte an der Tufts University Philosophie, aber sein Interesse an der Musik blieb bestehen. An der Universität traf er Michael Brecker; kurz danach wurde er Mitglied der Fusion-Band Dreams, später arbeitete er auch mit John Abercrombie sowie den Funk-Fusion Bands Brecker Brothers und Steps. Außerdem beschäftigte er sich mit Popmusik; 1974 begann seine lange musikalische Partnerschaft mit dem Sänger James Taylor, dessen Alben er produzierte. In den 1980er und 1990er Jahren zählte er zu den kreativsten Figuren der US-amerikanischen Studioszene mit vielseitigen Interessen, von Jazz und Pop bis zur südamerikanischen Musik.
Don Grolnick arbeitete im Laufe seiner Karriere als Pianist und Komponist mit Künstlern wie Linda Ronstadt, James Taylor, Roberta Flack, Carly Simon, Bette Midler, Czesław Niemen sowie den Jazz- und Fusionmusikern Gato Barbieri, Billy Cobham, Michael Brecker, Mike Mainieri, Eddie Gomez, Steve Gadd, Peter Erskine, David Sanborn, Mike Stern, Bob Mintzer, Dave Holland und Steely Dan zusammen. Dabei ragt seine Mitwirkung an John Scofields Album Still Warm (Gramavision, 1985) heraus.
Außerdem nahm Grolnick in den 1980er und 1990er Jahren eine Reihe von Alben unter eigenem Namen auf, unter denen besonders seine Einspielungen für das Label Blue Note (Weaver of Dreams, 1989  und Nighttown, 1992) hervortreten, an denen außer Mintzer, Erskine und den Brüdern Brecker noch Steve Turre, Joe Lovano, Marty Ehrlich und Dave Holland mitwirkten.
1995 ging Grolnick in ähnlicher Besetzung auf England-Tournee, festgehalten auf dem Album The London Concert und erschienen auf Erskines Label Fuzzy Music.
Grolnick starb am 1. Juni 1996 im Alter von 48 Jahren an Non-Hodgkin-Lymphom.

## Diskographische Hinweise
- 1985 – Hearts and Numbers (1985; Hip Pocket; später auf VeraBra Records)
- 1989 – Weaver of Dreams (Blue Note Records)
- 1992 – Nighttown (Blue Note Records)
- 1995 – Medianoche (Pony Canyon; Warner Bros. Records)
- 1999 – Steps - Smokin’ in the Pit (NYC Records)
- 2000 – Steps - A Collection: Step by Step/Paradox (2000; NYC Records)
- 2000 – The London Concert (erschienen 2000; Fuzzy Music)